# پتن‌اشتاین (بایرن)
شهر پتن‌اشتاین (به آلمانی: Pottenstein) در ایالت بایرن در کشور آلمان واقع شده‌است.

## نگارخانه

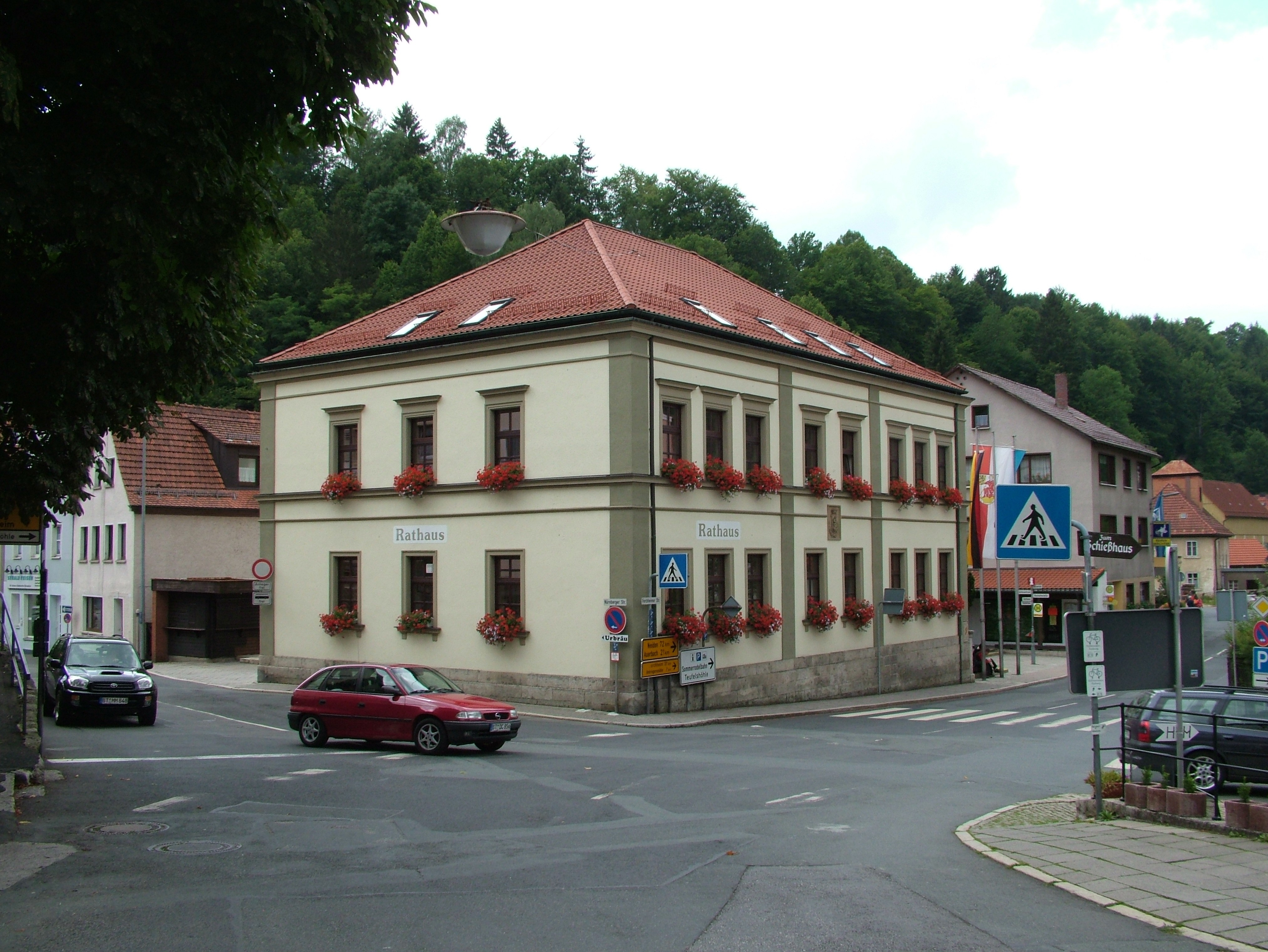
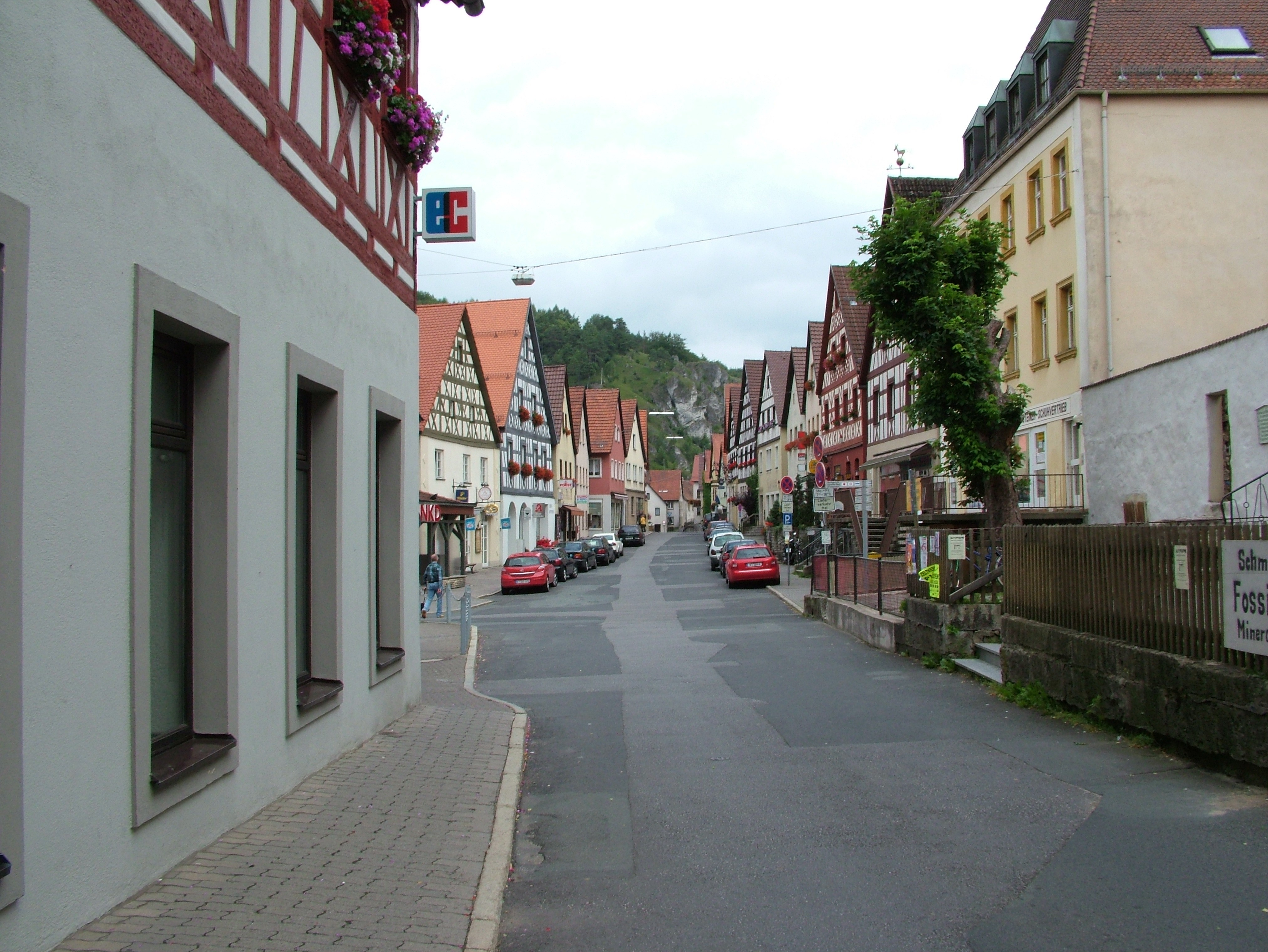
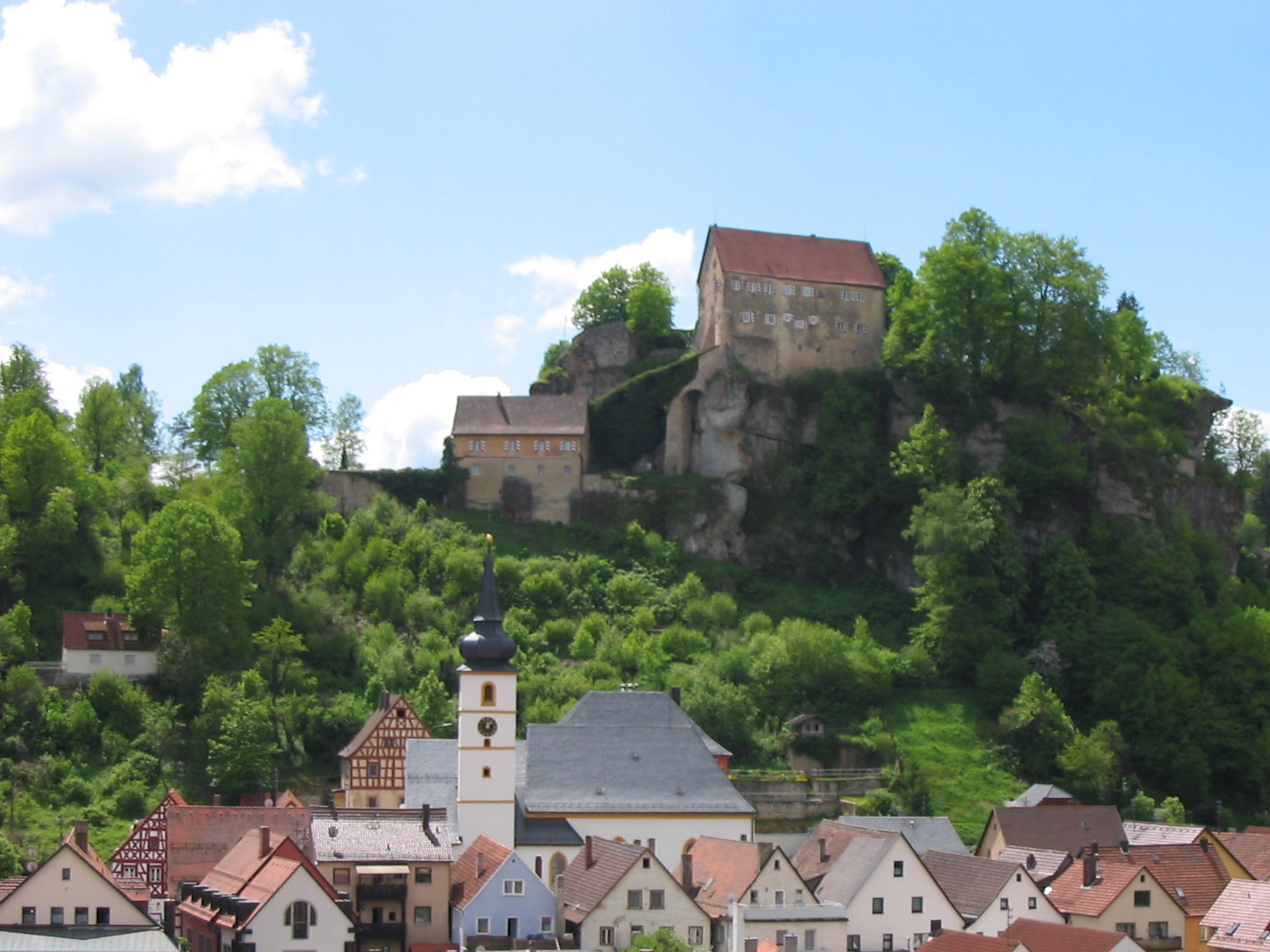
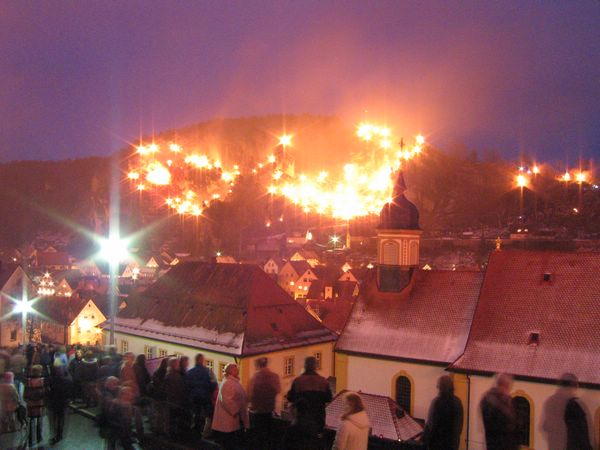